# Гиднора африканская
Гиднора африканская (лат. Hydnora africana) — это корневой паразит с редуцированными вегетативными частями, произрастающий в Южной Африке. Растение растёт под землей, за исключением мясистого цветка, который растет над землей и испускает запах фекалий, чтобы привлечь своих естественных насекомых-опылителей, навозных жуков, жуков-падальщиков а так же жуков-кожеедов.
Растения-хозяины:
- Euphorbia mauritanica L.
- Euphorbia tirucalli L.
- Euphorbia caputmedusae L.
- Euphorbia indecora N.E.Br.
- Euphorbia gregaria Marloth
- Euphorbia gummifera Boiss.
- Euphorbia karrooensis (Boiss.) N.E.Br.
- Euphorbia lignosa Marloth
- Albizzia lebbek (L.) Benth.

## Описание

### Морфология
Вегетативные части этого растения по внешнему виду больше похожи на гриб, чем на растение. Эти растения не содержат хлорофилла и не осуществляют фотосинтез. Они получают свои питательные вещества исключительно от растения-хозяина. Растение состоит из толстых сочных корней без стеблей, а цветок развивается на поверхности корней растения-хозяина. Цветок используется как ловушка, чтобы облегчить опыление. У растения есть фермент, который позволяет ей растворять корни растений-хозяев, чтобы прикрепиться к ним. Гиднора африканская прикрепляется к корням растения-хозяина и забирает часть питательных веществ, получаемых в результате фотосинтеза. Цветок имеет сочную и толстую текстуру, надземная часть имеет трубчатую форму с тремя отверстиями. Есть три структуры, называемые сегментами околоцветника, которые можно сравнить с чашелистиками, которые соединяются в верхней части цветка. У него мясистый персиково-оранжевый цветок, который появляется из-под земли после сильного дождя.
Цветок находится там, где сегменты околоцветника соединяются. Передняя часть трубки содержит желтовато-оранжевые структуры, входящие в трубку, это группы пыльников. Эти группы пыльников собраны в пучки и используются как тычинки цветков. Группы пыльников расположены треугольником, так что между их ямками образуется зазор, и жуки падают на рыльце пестика паразитического растения. В основании цветка есть полость, в которой находятся белые семяпочки, из которых созреют семена. Насекомые, опыляющие цветы, зарываются в чашелистики цветов через очень прочные волокна, удерживающие чашелистики вместе. После того, как насекомые пробыли в цветах несколько дней, цветок  раскрывается и выпускает насекомых, которые распространяют пыльцу на другие цветы поблизости.

### Плоды
Гиднора африканская дает плоды, которые растут под землей, их полное созревание занимает около двух лет. Плод по вкусу и консистенции похож на картофель. Каждый плод дает около двадцати тысяч семян. Плоды могут достигать восьми сантиметров в диаметре.

### Запах
У гидноры африканской очень резкий и неприятный запах. Он исходит от осмофоров, которые представляют собой белые губчатые области на внутренней поверхности листков околоцветника, которые со временем меняют свой цвет на серый.

## Практическое использование
Многие животные, например, бабуины, шакалы и лисы питаются гиднорой африканской. А также в пищу используют и местные жители. Обычно для приготовления блюд берут мякоть цветка и семена. На Мадагаскаре плоды гидноры считаются одним из лучших лакомств. Цветки и корни гидноры используются местными жителями для лечения болезней сердечно-сосудистой системы.